# Lêdo Ivo
Pour les articles homonymes, voir Ivo.
Lêdo Ivo (Maceió, 18 février 1924 — Séville, 23 décembre 2012) est un poète, journaliste, romancier, nouvelliste, chroniqueur, traducteur et essayiste brésilien. Il fut l’un des exposants les plus influents de la dénommée Génération de 1945 (en portugais Geração de '45) du mouvement moderniste dans la littérature brésilienne.

## Vie et œuvre
Lêdo Ivo naquit en 1924 à Maceió, capitale de l’État d’Alagoas, dans le nord-est brésilien. Après des études primaires et secondaires dans sa ville natale, il s’établit en 1940 à Recife, où il put parfaire sa formation culturelle, participant notamment au premier Congrès de poésie. En 1943, il gagna Rio de Janeiro pour s’y inscrire à la Faculté nationale de Droit de l’université du Brésil, tout en collaborant aux suppléments littéraires des journaux et en travaillant pour la presse carioca en tant que journaliste professionnel. Il épousa Maria Lêda Sarmento de Medeiros Ivo (1923-2004), de qui il eut trois enfants.
Il fit ses débuts en littérature en 1944, avec le recueil de poèmes As Imaginações (les Imaginations), et publia l’année suivante Ode e Elegia, qui fut distingué par le prix Olavo Bilac de l’Académie brésilienne des lettres et passe pour être un tournant dans l’histoire de la poésie brésilienne. La mort de Mário de Andrade en 1945 marqua pour la critique littéraire le basculement vers le modernisme brésilien, donnant lieu à une réorientation générale de la poésie brésilienne, laquelle tendra désormais à n’admettre que des structures purement poétiques. Son œuvre littéraire s’enrichira dans les années suivantes de recueils de poésie, de romans, de nouvelles, de chroniques et d’essais ; paraîtront en particulier, dans les deux décennies suivantes, une douzaine de livres de poésies, qui seront regroupés en 1974 sous le titre O sinal semafórico.
En 1947, son premier roman As Alianças, qui connut plusieurs rééditions, lui valut le prix du roman de la fondation Graça Aranha. Suivirent O caminho sem aventura (1948), O sobrinho do general (1964), Ninho de cobras (1973) et A morte do Brasil (1984). L’un de ses plus grands succès reste Ninhos de Cobras (litt. Enfants de serpents), allégorie du totalitarisme sous la dictature militaire dans les années 1970, mais opportunément transposée vers l’époque du régime de Getúlio Vargas, dans la décennie 1940.
En 1949, il prononça, au musée d’Art moderne de São Paulo, une conférence intitulée A geração de 1945 (la Génération de 1945). Cette même année, il obtint son titre d’avocat de la Faculté nationale de Droit, mais ne devait toutefois jamais plaider, préférant se vouer au journalisme.
Début 1953, s’étant installé à Paris, il visita différents pays d’Europe, puis regagna le Brésil fin 1954, pour y reprendre ses activités littéraires et journalistiques. À l’invitation du gouvernement américain, il accomplit en 1963 un périple de deux mois (en novembre et décembre) à travers les États-Unis, prononçant des conférences dans les universités et rencontrant divers écrivains et artistes.
Le 13 novembre 1986, il fut élu membre de l’Académie brésilienne des lettres, succédant au fauteuil no 10 à Orígenes Lessa. Tout au long de sa carrière littéraire, il fut invité de nombreuses fois à représenter son pays dans les congrès culturels et à participer à des rencontres internationales de poésie.
Lêdo Ivo eut également une activité de traducteur, traduisant en portugais Albrecht Goes (la Flamme du sacrifice), Jane Austen (Northanger Abbey, titre fr. l’Abbaye de Northanger), Maupassant, Rimbaud (Une saison en enfer et les Illuminations), et Dostoïevski (Подросток, l’Adolescent).
Comme mémorialiste enfin, il publia Confissões de um Poeta (1979), récompensé par le prix des Mémoires de la Fondation culturelle du District fédéral, et O Aluno Relapso (1991 ; litt. l’Élève relaps).

## Publications de Lêdo Ivo

### Poésie
- As imaginações. Rio de Janeiro : Pongetti, 1944.
- Ode e elegia. Rio de Janeiro : Pongetti, 1945.
- Acontecimento do soneto. Barcelona : O Livro Inconsútil, 1948.
- Ode ao crepúsculo. Rio de Janeiro : Pongetti, 1948.
- Cântico. Illustrations de Emeric Marcier. Rio de Janeiro : J. Olympio, 1949.
- Linguagem : (1949-19041). Rio de Janeiro, J. Olympio, 1951.
- Ode equatorial. Avec gravures sur bois d’Anísio Medeiros. Niterói : Hipocampo, 1951.
- Acontecimento do soneto. Incluant Ode à noite. Introduction par Campos de Figueiredo. 2e éd. Rio de Janeiro : Orfeu, 1951.
- Um brasileiro em Paris e O rei da Europa. Rio de Janeiro : J. Olympio, 1955.
- Magias. Rio de Janeiro : Agir, 1960.
- Uma lira dos vinte anos (comprenant : As imaginações, Ode e elegia, Acontecimento do soneto, Ode ao crepúsculo, A jaula et Ode à noite). Rio de Janeiro : Liv. São José, 1962.
- Estação central. Rio de Janeiro : Tempo Brasileiro, 1964.
- Rio, a cidade e os dias : crônicas e histórias. Rio de Janeiro : Tempo Brasileiro, 1965.
- Finisterra. Rio de Janeiro : J. Olympio, 1972.
- O sinal semafórico (comprenant: de As imaginações à Estação central). Rio de Janeiro : J. Olympio, 1974.
- O soldado raso. Recife : Edições Pirata, 1980.
- A noite misteriosa. Rio de Janeiro : Record, 1982.
- Calabar. Rio de Janeiro : Record, 1985.
- Mar Oceano. Rio de Janeiro : Record, 1987.
- Crepúsculo civil. Rio de Janeiro : Topbooks, 1990.
- Curral de peixe. Rio de Janeiro : Topbooks, 1995.
- Noturno romano. Avec gravures de João Athanasio. Teresópolis : Impressões do Brasil, 1997.
- O rumor da noite. Rio de Janeiro : Editora Nova Fronteira, 2000.
- Plenilúnio. Rio de Janeiro : Topbooks, 2004.
- Réquiem, Rio de Janeiro : A Contracapa, 2008.
- Poesia Completa - 1940-2004. Rio de Janeiro : Topbooks, 2004.
- Réquiem. Avec peintures de Gonçalo Ivo et un dessin de Gianguido Bonfanti. Rio de Janeiro : editora Contra Capa, 2008.

### Anthologies
- Antologia Poética. Rio de Janeiro : Ed. Leitura, 1965.
- O Flautim. Rio de Janeiro : Editora Bloch, 1966.
- 50 Poemas Escolhidos pelo Autor. Rio de Janeiro : MEC, 1966.
- Central Poética. Rio de Janeiro : Editora Nova Aguilar, 1976.
- Os Melhores Poemas de Lêdo Ivo. São Paulo : Ed. Global, 1983. (2e édition, 1990).
- 10 Contos Escolhidos. Brasília : Ed. Horizonte, 1986.
- Cem Sonetos de Amor. Rio de Janeiro : José Olympio Editora, 1987.
- Antologia Poética. Composée par Walmir Ayala. Introduction d’Antonio Carlos Vilaça. Rio de Janeiro : Ediouro, 1991.
- Os Melhores Contos de Lêdo Ivo. São Paulo : Global Editora, 1995.
- Um Domingo Perdido (récits). São Paulo : Global Editora, 1988.
- Poesia Viva. Recife : Editora Guararapes, 2000.
- Melhores Crônicas de Lêdo Ivo. Préface et annotations de Gilberto Mendonça Teles. São Paulo : Global Editora, 2004.
- 50 Poemas Escolhidos pelo Autor. Rio de Janeiro : Edições Galo Branco, 2004.
- Cem Poemas de Amor. São Paulo : Escrituras Editora, 2005.
- O vento do mar. Rio de Janeiro : Contracapa/ABL, 2010.

### Romans
- As alianças (Prix de la fondation Graça Aranha). Rio de Janeiro : Agir, 1947. 2e éd., Rio, Editora Record, 1982. 3e éd., collection Aché dos Imortais da Literatura Brasileira. São Paulo : Editora Parma, 1991. 4e éd., Belo Horizonte : Editora Leitura, 2007.
- O caminho sem aventura. São Paulo : Instituto Progresso Editorial, 1948. 2e éd. revue (avec gravures sur bois de Newton Cavalcanti), Rio de Janeiro : Edições O Cruzeiro, 1958. 3e éd., Rio de Janeiro : Editora Record, 1983.
- O sobrinho do general. Rio de Janeiro : Civilização Brasileira, 1964. 2e éd., Editora Record, 1981.
- Ninho de cobras (V Prêmio Walmap). Rio de Janeiro : Livraria José Olympio Editora, 1973. 2e éd., Editora Record, 1980. 3e éd. Editora Topbooks, 1997. 4e éd. Maceió : Editora Catavento.
- A morte do Brasil. Rio de Janeiro : Editora Record, 1984. 2e éd., São Paulo : Círculo do Livro, 1990. 3e éd., Belo Horizonte : Editora Leitura, 2007.

### Nouvelles
- Use a passagem subterrânea. São Paulo : Difusão Européia do Livro, 1961.
- O flautim. Rio de Janeiro : Bloch, 1966.
- 10 [dez] contos escolhidos'. Brasília : Horizonte, 1986.
- Os melhores contos de Lêdo Ivo. São Paulo : Global, 1995.
- Um domingo perdido. São Paulo : Global, 1998.

### Chroniques
- A cidade e os dias. Rio de Janeiro : O Cruzeiro, 1957.
- O navio adormecido no bosque. São Paulo : Duas Cidades, 1971.
- As melhores crônicas de Lêdo Ivo. Préfacé et annoté par Gilberto Mendonça Teles. São Paulo : Global, 2004.

### Essais
- Lição de Mário de Andrade. Rio de Janeiro : Ministério da Educação e Saúde, 1951.
- O preto no branco. Exégèse d’un poème de Manuel Bandeira. Rio de Janeiro : Liv. São José, 1955.
- Raimundo Correia : poesia (présentation, sélection et annotations). Rio de Janeiro : Agir, 1958.
- Paraísos de papel. São Paulo : Conselho Estadual de Cultura, 1961.
- Ladrão de flor. Capa de Ziraldo Rio de Janeiro : Elos, 1963.
- O universo poético de Raul Pompéia. En appendice : Canções sem metro et Textos esparsos de Raul Pompéia. Rio de Janeiro : Liv. São José, 1963.
- Poesia observada. (Essais sur la création poétique, comprenant : Lição de Mário de Andrade, O preto no branco, Paraísos de papel et des inédits dans Emblemas e Convivências). Rio de Janeiro : Orfeu, 1967.
- Modernismo e modernidade. Nota de Franklin de Oliveira. Rio de Janeiro : Liv. São José, 1972.
- Teoria e celebração. São Paulo : Duas Cidades, 1976.
- Alagoas. Rio de Janeiro : Bloch, 1976.
- A ética da aventura. Rio de Janeiro : F. Alves, 1982.
- A república da desilusão. Rio de Janeiro : Topbooks, 1995.
- O Ajudante de mentiroso. Rio de Janeiro : Educam/ABL, 2009.
- João do Rio. Rio de Janeiro : ABL, 2009.

### Autobiographies
- Confissões de um poeta. São Paulo: Difusão Européia do Livro, 1979.
- O aluno relapso. São Paulo: Massao Ohno, 1991.

### Littérature de jeunesse
- O canário azul. São Paulo: Scipione, 1990.
- O menino da noite. São Paulo: Companhia. Scipione, 1995.
- O rato da sacristia. São Paulo: Global, 2000.
- A história da Tartaruga. São Paulo: Global, 2009.

### Éditions groupées
- O Navio Adormecido no Bosque (réunissant A Cidade e os Dias et Ladrão de Flor). São Paulo: Livraria Duas Cidades, 1971.

### Traductions
- Austen, Jane. A Abadia de Northanger. Rio de Janeiro : Editora Pan-Americana, 1944. Rio de Janeiro: Editora Francisco Alves, 1982.
- Maupassant, Guy de. Nosso Coração. São Paulo : Livraria Martins, 1953.
- Rimbaud, Arthur. Uma Temporada no Inferno (Une Saison en enfer) et Iluminações (les Illuminations) (traduction, introduction et notes). Rio de Janeiro : Civilização Brasileira, 1957. Rio de Janeiro: Editora Francisco Alves, 2004.
- Dostoïevski, Fiodor. O Adolescente. Rio de Janeiro : Livraria José Olympio Editora, 1960.
- Goes, Albrecht. O Holocausto. Rio de Janeiro : Agir, 1960.

## Publications sur Lêdo Ivo
- Nóbrega, Luiza. Quero Ser o que Passa: a poesia de Lêdo Ivo. Rio de Janeiro: Contra Capa/Imprensa Oficial de Alagoas, 2011.
- Rennó, Elizabeth. A Aventura Poética de Lêdo Ivo. Rio de Janeiro: Academia Brasileira de Letras, 1989. (Collection Afrânio Peixoto, vol. 11.)
- Sant’Ana, Moacir Medeiros de. Lêdo Ivo de Corpo Inteiro. Maceió: Secretaria de Cultura do Estado de Alagoas, 1995.
- Nunes, Cassiano. Multiplicidade de Lêdo Ivo. Penedo: AL. Fundação Casa de Penedo, 1995.
- Almeida, Leda. Labirinto de Águas. Imagens literárias e biográficas de Lêdo Ivo. Maceió: Edições Catavento, 2002.
- Frias, Rubens Eduardo Ferreira. A Raposa sem as Uvas. Uma leitura de Ninho de cobras de Lêdo Ivo. Rio de Janeiro: Academia Brasileira de Letras, 2004. (Collection Austregésilo de Athayde, vol. 17.)
- Brasil, Assis. A Trajetória Poética de Lêdo Ivo. Rio de Janeiro: Topbooks, 2006.
- Fernandes, Ronaldo Costa. Considerações sobre um poeta: Lêdo Ivo.  Rio de Janeiro: hors-série de la Revista Brasileira da Academia Brasileira de Letras, 2008.
- Miccolis, Leila. Passagem de Calabar. Rio de Janeiro: Topbooks, 2009.